# Of Human Hearts
Of Human Hearts is een Amerikaanse dramafilm uit 1938 onder regie van Clarence Brown. Het scenario is gebaseerd op de roman Benefits Forgot (1917) van de Amerikaanse auteur Honoré Willsie Morrow.

## Verhaal
Jason Wilkins is de zoon van een protestantse dominee uit Ohio. Wanneer zijn vader hoort dat hij medicijnen wil studeren, is hij ontevreden over die keuze. Zijn moeder daarentegen steunt hem volledig en ze brengt veel offers om zijn studie in Baltimore te kunnen betalen. Tijdens de Amerikaanse Burgeroorlog is Jason als chirurg werkzaam aan het front. Door zijn werk verwaarloost hij zijn familie zozeer dat zijn moeder zich wendt tot president Lincoln. Jason wordt streng gegispt door de president en gaat naar zijn oude moeder om vergiffenis te vragen.

## Rolverdeling
| Acteur               | Personage                |
| -------------------- | ------------------------ |
| Walter Huston        | Ethan Wilkins            |
| James Stewart        | Jason Wilkins            |
| Beulah Bondi         | Mary Wilkins             |
| Guy Kibbee           | George Ames              |
| Charles Coburn       | Dr. Charles Shingle      |
| John Carradine       | President Lincoln        |
| Ann Rutherford       | Annie Hawks              |
| Charley Grapewin     | Jim Meeker               |
| Leona Roberts        | Zuster Clarke            |
| Gene Lockhart        | Quid                     |
| Clem Bevans          | Elder Massey             |
| Arthur Aylesworth    | Rufus Inchpin            |
| Gene Reynolds        | Jason Wilkins (als kind) |
| Leatrice Joy Gilbert | Annie Hawks (als kind)   |
| Sterling Holloway    | Chauncey Ames            |
| Charles Peck         | Chauncey Ames (als kind) |
| Robert McWade        | Dr. Lupus Crumm          |
| Minor Watson         | Kapitein Griggs          |

## Prijzen en nominaties
| Jaar | Prijs  | Categorie                | Genomineerde(n) | Uitslag     |
| ---- | ------ | ------------------------ | --------------- | ----------- |
| 1938 | Oscars | Beste vrouwelijke bijrol | Beulah Bondi    | Genomineerd |